# The Jew of Malta
The Jew of Malta é uma peça de Christopher Marlowe, provavelmente escrita em 1589 ou 1590. Seu enredo é uma história original de conflito religioso, intrigas, contra um pano de fundo a luta pela supremacia entre a Espanha e o Império Otomano no Mediterrâneo que tem lugar na ilha de Malta. O Judeu de Malta é considerado como tendo sido uma grande influência sobre William Shakespeare em O Mercador de Veneza.